# Graniczna Placówka Kontrolna Miłów
Graniczna Placówka Kontrolna Gubin/ Krosno Odrzańskie/Miłów – zlikwidowany pododdział Wojsk Ochrony Pogranicza wykonujący kontrolę graniczną osób, towarów i środków pływających bezpośrednio w przejściach granicznych na granicy z Niemiecką Republiką Demokratyczną.

## Formowanie i zmiany organizacyjne
W październiku 1945 Naczelny Dowódca WP nakazywał sformować na granicy 51 przejściowych punktów kontrolnych.
Dowódca Okręgu Wojskowego nr III Poznań, rozkazem organizacyjnym nr 2 z 8 listopada 1945, nakazał sformować na terenie Gubina dwa przejściowe punkty kontrolne kategorii III według etatu 8/12 .  PPK nr 4 kolejowy nakazał rozmieścić w okolicach wioski Zamsz, a drogowy nr 5 przy moście na Nysie Łużyckiej . Obsady PPK Gubin faktycznie rozmieszczone zostały w Gubinie w koszarach przy ul. Wyzwolenia. Obsady PPK etatowo składały się z 10 żołnierzy i 1 pracownika cywilnego. Termin zakończenia formowania planowano na 15 listopada 1945. Żołnierzy miał wyznaczyć dowódca 5 Dywizji Piechoty. Jako że most na Nysie Łużyckiej w 1946 był rozebrany, 18 lutego 1946 szef Wydziału WOP mjr Lucjan Józef Kępiński nakazał dowódcy PPK nr 5 pełnić służbę w rejonie mostu kolejowego, ale i wysyłać patrole do centrum miasta.
Jesienią 1946 przeprowadzono reorganizację jednostek WOP. Gubiński drogowy PPK nr 5 Gubin przeformowano do kategorii C według etatu 7/12 o stanie 18 wojskowych i 1 kontraktowy.
Wiosną 1947 nastąpiła kolejna reorganizacja WOP. Dowódca Okręgu Wojskowego Poznań nakazał do 15 kwietnia 1947 przenieść drogowy przejściowy punkt kontrolny kategorii C w Gubinie z etatu 7/12 na etat nr 7/35 kategorii D o stanie osobowym 13 wojskowych i 1 kontraktowy. Został on też przedyslokowany do Krosna Odrzańskiego i rozpoczął wypełniać rolę rzecznego przejściowego punktu kontrolnego. 
Latem 1947 przejściowe punkty kontrolne przemianowano na graniczne placówki kontrolne. W Krośnie Odrzańskim rzeczna Graniczna Placówka Kontrolna otrzymała nr 5.

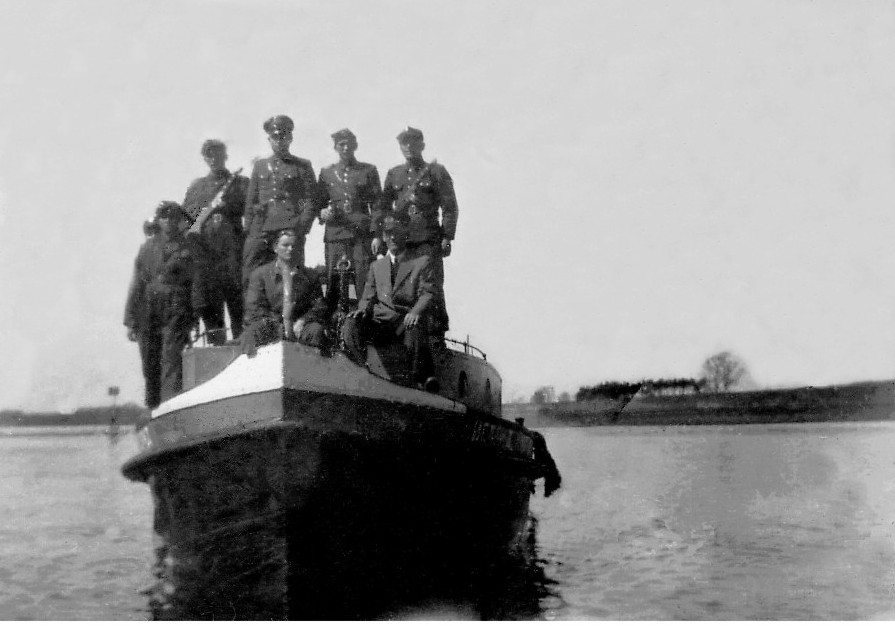
Załoga GPK Miłów w latach 50. XX w.

W 1948 placówka w Krośnie Odrzańskim przyjęła nazwę Granicznej Placówki Kontrolnej Ochrony Pogranicza nr 6 kategorii D. Stacjonowała przy ulicy Świerczewskiego 7. W 1948 Graniczna Placówka Kontrolna nr 6 „Krosno n/O” (rzeczna) podlegała 10 Brygadzie Ochrony Pogranicza. Potem przeniesiona została do Miłowa. GPK Miłów podporządkowane było bezpośrednio pod sztab brygady, w tym także pod względem zaopatrzenia kwatermistrzowskiego. W 1960 w GPK Miłów zlikwidowana została zasadnicza służba wojskowa i GPK Miłów stała się pododdziałem skadrowanym.
1 lipca 1965 WOP podporządkowano Ministerstwu Obrony Narodowej, Dowództwo WOP przeformowano na Szefostwo WOP z podległością Głównemu Inspektoratowi Obrony Terytorialnej. Do Ministerstwa Spraw Wewnętrznych odeszła cała kontrola ruchu granicznego oraz ochrona GPK. Tym samym naruszono jednolity system ochrony granicy państwowej. GPK Miłów weszła w podporządkowanie Wydziału Kontroli Ruchu Granicznego Komendy Wojewódzkiej Milicji Obywatelskiej, kontrolę graniczną wykonywali funkcjonariusze Milicji Obywatelskiej podlegli MSW.
1 października 1971 WOP został podporządkowany pod względem operacyjnym, a od 1 stycznia 1972 pod względem gospodarczym MSW. Do WOP powrócił cały pion kontroli ruchu granicznego wraz z przejściami. Przywrócono jednolity system ochrony granicy państwowej. GPK Miłów podlegała bezpośrednio pod sztab Lubskiej Brygady WOP w Krośnie Odrzańskim.
Po rozformowaniu Lubuskiej Brygady WOP, 1 listopada 1989 GPK Miłów została włączona w struktury Łużyckiej Brygady WOP w Lubaniu i tak funkcjonowała do 15 maja 1991.

## Ochrona granicy
- 1972 – 25 kwietnia zarządzeniem dowódcy WOP opartym na ustaleniach polsko-enerdowskich dowódcy zachodnich brygad WOP otrzymali polecenie zorganizowania wspólnej z organami NRD kontroli granicznej ruchu rzecznego w miejscowościach Eisenhüttenstadt, Frankfurt nad Odrą, Hohensalten, Widuchowa, Gartz, Gryfino i Mescherin. Organy graniczne sprawowały tam kontrolę ruchu towarowego i pasażerskiego jaki odbywał się między Polską a Niemiecką Republiką Demokratyczną. Wspólną kontrolą objęty został także ruch turystyczny w miejscowościach: Miłów, Kostrzyn, Widuchowa i Gryfino. Poza wspólną kontrolą pozostały jedynie statki towarowe i pasażerskie płynące Odrą w ruchu wewnętrznym każdego państwa[16].

### Podległe przejście graniczne
- Miłów-Eisenhüttenstadt (rzeczne).

## Wydarzenia
- 13 grudnia 1981–22 lipca 1983 – (stan wojenny w Polsce), po wprowadzeniu ograniczeń w ruchu granicznym część niewykorzystanej kadry GPK przerzucono do strażnic w celu wspomożenia bezpośredniej ochrony granicy. W stan gotowości były postawione pododdziały odwodowe. Wzmocniono kontrolę ruchu jednostek pływających[17].

## Komendanci/dowódcy granicznej placówki kontrolnej
- kpt. Michał Studziński (31.12.1945–1946)
- por. Józef Fabrowski p.o.
- por. Sylwester Achtelik[18] (14.07.1950[b]–14.01.1952[c])[19]
- kpt. Czesław Karolewski (1952–4.12.1961)[18]
- por. Antoni Włodarczyk (od 7.02.1962)[18]
- kpt. Stanisław Sikora (od 5.09.1972)
- kpt. Władysław Janiszewski[18].